# 四健會

美國四健会官方标志

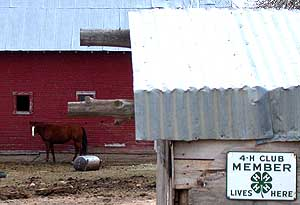
科罗拉多州拉里默尔县一个农场的四健会成员标志

四健会（4-H Club）是美国农业部的农业合作推广体系所管理的一个非营利性青年组织，创立于1902年的美国。它的使命是“让年轻人在青春时期尽可能地发展他的潜力” （"engaging youth to reach their fullest potential while advancing the field of youth development."）四健（分别对应英文的4个"H"字母）代表健全头脑（Head）、健全心胸（Heart）、健全双手（Hands）、健全身体（Health）。官方的四健会标志是绿色的四叶苜蓿。
四健会在美国有约90,000个俱乐部，会员从5岁到19岁约650万人。今天的四健会虽仍以农村为主，不过范畴已扩及都市。四健会及类似的组织涵盖全世界80多国，具体的组织和管理因国家而异。
四健会的目标是通过大量实践学习项目来发展年轻人的品德、领导能力的生存技能。虽然历史上的四健会均以农业的学习为主，但它也鼓励会员学习一些其它的内容，如领导能力、协作能力、地理信息系统及公开演讲。

## 历史

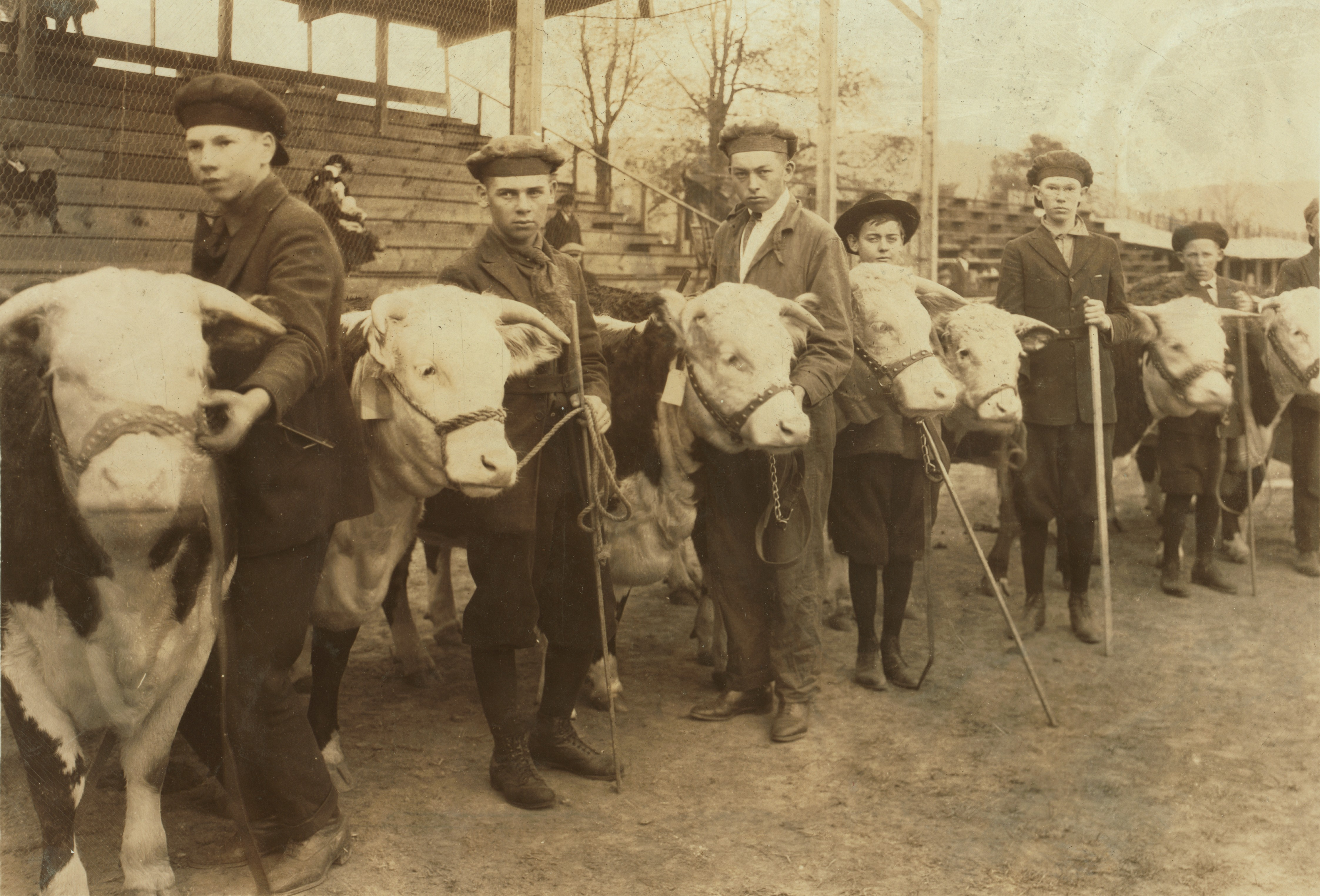
1921年，西弗吉尼亚州查尔斯顿四健会展会上的小男孩裁判给小母牛颁奖。

四健会成立于20世纪初。由于当时喜欢让公立学校的教育和农村生活结合在一起，四健会主要集中在实践和动手学习方面。早期的项目考虑了农村青年，将公共资源和私有资源结合在一起。
这一期间，在赠地大学和美国农业部实验站的研究者们看到农业社区的成年人并没有准备接受新的农业发现。但是，教育者发现年轻人比较愿意实验这些新的技术并同他们的家长分享他们的成功经验。所以农村的青年项目成为了向成年人介绍新农业技术的一种途径。
1902年，阿尔伯特·贝尔蒙·格雷厄姆在俄亥俄州克拉克县启动了一个青年项目，并被认为是美国四健会活动的起源。当美国国会通过史密斯-雷佛法案并由美国农业部启动合作推广服务计划时，它被包含在合作推广服务计划许可的与农业、家庭经济及相关主题有关的各种俱乐部中。到了1924年，这些俱乐部都成了四健会的组织并采用了四叶苜蓿的标志。
第一次四健会的露营在西弗吉尼亚州兰道夫县举办。这些露营最初被称为玉米俱乐部（"Corn Clubs"）。露营者睡在玉米地的帐篷里，并在醒来后的一整天都投入到工作中。1904年，学校的负责人G. C. Adams开始在佐治亚州牛顿县成立一个男孩子的玉米俱乐部。但是，得克萨斯州的杰克斯伯勒也坚持它们在1910年就拥有了四健会的前身。
四健会的成员在1974年达到了顶峰，并在全国的学校和电视中拥有很多流行的教育项目如营养和蔬菜烩肉节目。
公元1952年(民國四十一)，台湾的农复会（现农委会前身）引进美国四健会，由政府機關與農會合作進行，并成立了属于四健会分支会的中华民国四健会(4-H Club in R.O.C)。當時農復會主委蔣夢麟博士提到，四健運動是一種農村教育運動，目的在訓練今日農村青年將來具備科學知識和技能的農民。该会宗旨早期是为了要培育青年农民在农业技术上的钻研，随着时代的演进也从技术上的研究转为青年生活实践教育，其目的是要培育出身、心、手、脑，四项健全的农村青年。
四健会的座右铭为“精益求精”（"To make the best better,"），而四健会的哲学是“从工作中学习”（"Learn by doing."）。

## 公约
以下是四健会的公约：

["I pledge my head to clearer thinking,

my heart to greater loyalty,

my hands to larger service

and my health to better living,

for my club, my community, my country, and my world."] 错误：{{Lang}}：文本有斜体标记（帮助）

最初的公约由堪萨斯州的Otis Hall于1918年撰写。
加利福尼亚州的四健会在公约的开头加上""（意为：作为一名真正的四健会成员）或""（意为：作为一名忠诚的四健会成员）。明尼苏达州和缅因州的四健会在公约的最后一行加上""（意为：为了我的家庭）。
而中华民国四健会的公约翻译自英文版本的公约：

我愿以至诚，为我个人，为我的家庭，为我的四健会，为我的乡村，为我的国家和其他自由国家，训练我具有：

健全的头脑，以运用思想；

健全的心胸，以发展品性；

健全的双手，以改善生活；

健全的身体，以服务社会。

## 标志
官方的四健会标志是绿色的四叶苜蓿，并在每片叶子上都有一个白色的'H'，分别代表头脑、心胸、双手与健康。绿色是四健会的颜色，代表着自然界最普通的颜色并标志着年轻、生命及生长。白色象征纯洁。
中华民国四健会的标志与四健会苜蓿叶标志一致，同是由四片心形叶片构成，但叶上的文字改为白色的“手”、“脑”、“身”、“心”四字。白色代表了纯洁与和平，绿色代表了生命与永恒。
根据美国联邦法典（18 U.S.C. 707），四健会的名称和标志受到了美国联邦的保护。联邦的保护替代了商标和版权有限的保护。美国农业部长由美国国会直接要求对四健会的名称及标志负责和管理。这些保护将四健会的标志置于独立的保护标志目录，和美国总统纹章、美国红十字会、护林熊及奥林匹克五环一样。

## 座右銘
每個四健會員、義務指導員及工作人員應秉持著四健會的座右銘「精益求精」，在工作崗位上敬業樂群，努力奮發。大家應有日新又新，更上一層樓的觀念，你將因不斷地發現而歡喜，不斷地收穫而滿足，不斷地領悟而成長，不斷地登臨新的里程而擴展生命的領域。

## 哲學
透過「從工作中學習」的四健會精神理念，落實四健會「作業組(Program)」對於四健會會員所進行的各項培育與訓練。

## 目標
1. 培養創造力及領導力。
2. 培養責任心及服務心。
3. 培養團體生活中組織與合作的民主精神。
4. 培養自己計畫和做決定的自主能力。
5. 學習正確的知識、態度和技能。
6. 發展自己職業興趣。
7. 建立正確的人生觀。

## 会歌
中华民国四健会协会会歌：

我们四健会青年，四健会青年；

我们有健全的手脑，我们有健全的身心；

学习科学技术，培养民主精神；

自立自强，增产报国，行中求知，精益求精；

四健会青年，前进，前进，青年；

担负起复兴农村的大任，建设起富强康乐的中华。

## 推行國家
- 美國(1902~)
- 加拿大(1913~)
- 丹麥(1924~)
- 芬蘭(1928~)
- 挪威(1936~)
- 牙買加(1940~)
- 南韓(1945~)
- 哥斯大黎加(1949~)
- 中華民國（台灣）(1952~)
- 菲律賓(1952~)
- 日本(1955~)
- 泰國(1957~)
- 格瑞納達(1959~)
- 哥斯大黎加(1960~)
- 波札那(1962~)
- 波紮那(1968~)
- 多米尼克(1976~)
- 瑞典(1979~)
- 甘比亞(1987~)
- 匈牙利(1990~)
- 波蘭(1991~)
- 愛沙尼亞(1991~)
- 坦尚尼亞(1993~)
- 哥倫比亞(1995~)
- 巴哈馬(1995~)
- 海地(1996~)
- 羅馬尼亞(1997~)
- 尚比亞(1998~)
- 迦納(2000~)
- 烏克蘭(2002~)
- 喀麥隆(2005~)
- 蒙古(2009~)
- 巴貝多
- 巴拉圭
- 厄瓜多
- 賴比瑞亞
- 俄羅斯
- 肯亞
- 那米比亞

## 外部連結
- （繁體中文）中華民國四健會協會（页面存档备份，存于）
- （繁體中文）Taiwan Shenkeng 4-H Club
- （繁體中文）木柵區農會四健會
- （繁體中文）蘆洲區農會四健會
- （繁體中文）中和地區農會四健會
- （繁體中文）鹿谷鄉四健會 Lugu 4-H Club
- （繁體中文）學甲區農會四健會
- （繁體中文）下營區農會四健會(4-H Club of Shiaying Dist. Farmers’ Association)
- （繁體中文）朝陽科技大學四健會（页面存档备份，存于）
- （繁體中文）屏東科技大學四健會4h-Club
- （英文）National 4-H Headquarters 美國農業部維護的四健會官方網站
- （英文）4-H USA（页面存档备份，存于） Community website by 4-H youth
- （英文）National 4-H Council（页面存档备份，存于） Non-profit partner of 4-H and the Cooperative Extension System

## 部落格
- （繁體中文）中華民國四健會協會（页面存档备份，存于）
- （繁體中文）臺灣大學四健會（页面存档备份，存于）
- （繁體中文）霧峰鄉農會四健會[永久]
- （繁體中文）下營區農會四健會（页面存档备份，存于）
- （繁體中文）中和地區農會四健會
- （繁體中文）五股區農會四健會（页面存档备份，存于）
- （繁體中文）大雅區農會四健會（页面存档备份，存于）
- （繁體中文）秀水鄉農會四健會[]

## 國家及國際項目
- （英文）Collegiate 4-H（页面存档备份，存于）
- （英文）4-H World Atlas